# Parafimosi
Per parafimosi si intende, in medicina,  l'impossibilità nel ricoprire il glande col prepuzio una volta retratto quest'ultimo.

## Sintomatologia
La parte anormalmente esposta e "strozzata" dal prepuzio a livello del solco balano-prepuziale è soggetta a edema e la compressione del canale uretrale può impedire la fuoriuscita di urina comportando la ritenzione urinaria. In alcuni casi si associano aree di mucosa soggette a ulcera.

## Eziologia
La causa principale è la presenza di fimosi, ovvero di un prepuzio che non può arretrare a livello del solco scoprendo il glande. Il quadro di parafimosi si sviluppa più frequentemente in seguito a un trauma.
Bisognerebbe subito ridurre la parafimosi stringendo manualmente il glande per diversi minuti (anche dieci); se non si ha successo occorre utilizzare la cosiddetta tecnica di Dundee, che prevede la ripetizione dell'operazione dopo aver cercato di sgonfiare l'edema usando un piccolissimo ago oppure si ricorre a una retrazione manuale da parte dell'urologo facendo fuoriuscire il liquido accumulatosi nell'edema.
Nei casi in cui la riduzione manuale sia impossibile si può procedere, previa anestesia locale, a incisione di scarico a livello dorsale del cercine fibroso del prepuzio oppure a circoncisione in regime di urgenza.